# Hoken 1 (Quedlinburg)

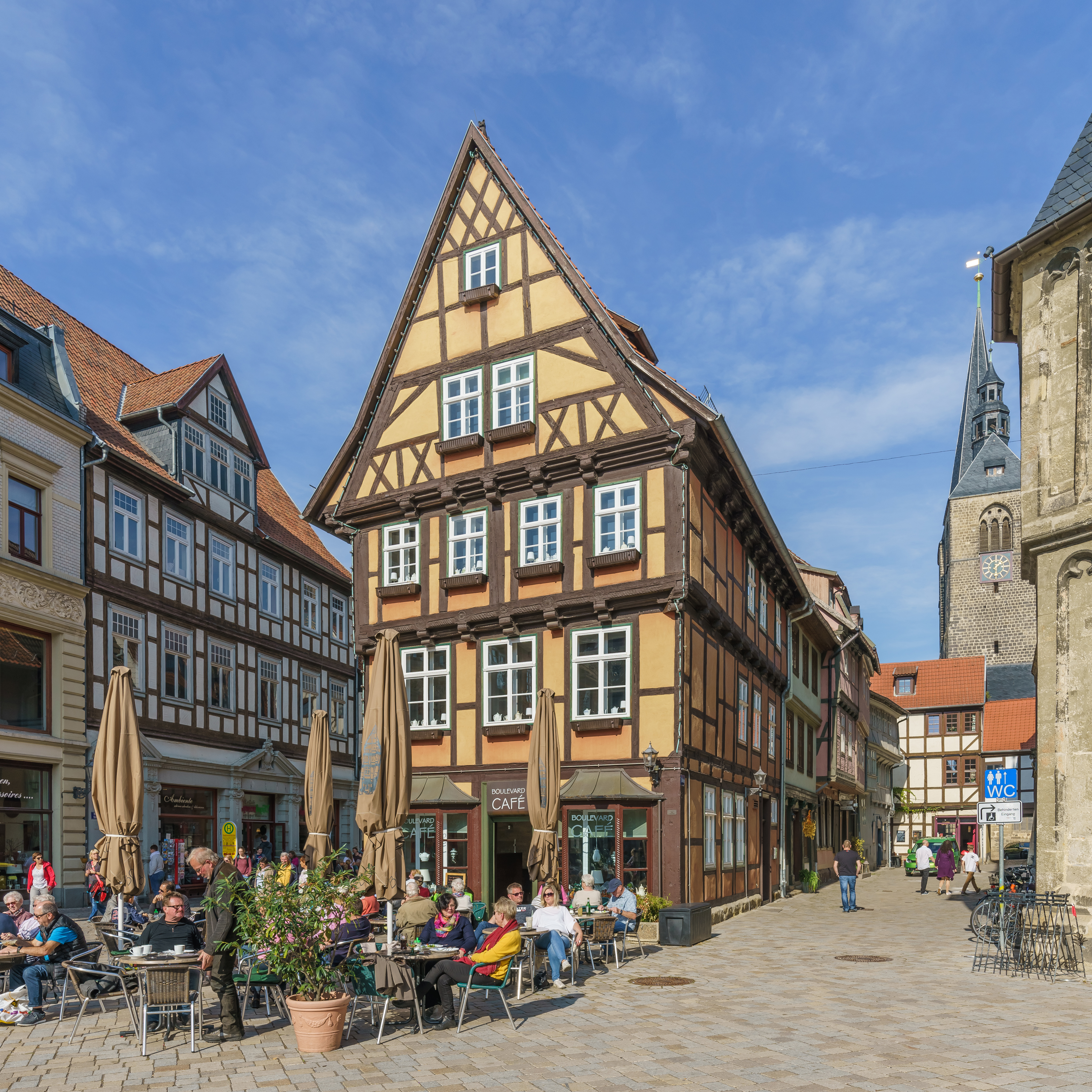
Haus Hoken 1

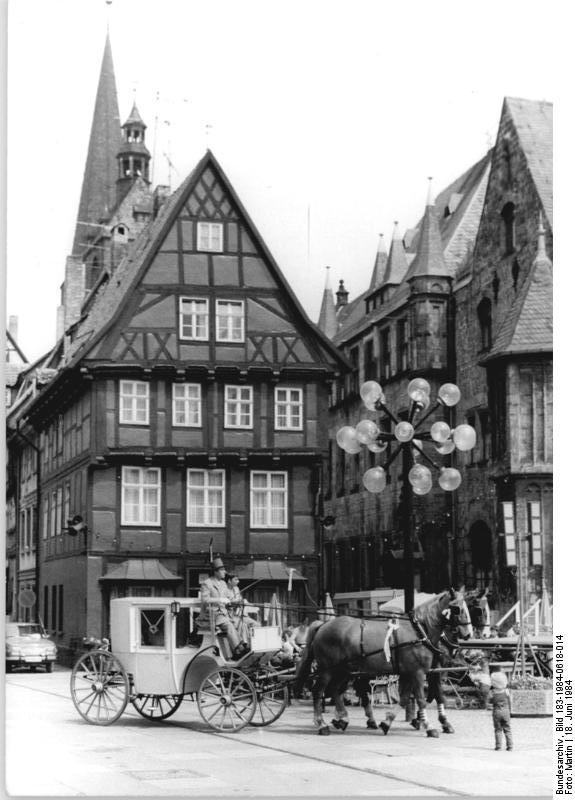
Hoken 1 im Jahr 1984

Das Haus Hoken 1 ist ein denkmalgeschütztes Wohnhaus in der Stadt Quedlinburg in Sachsen-Anhalt.

## Lage

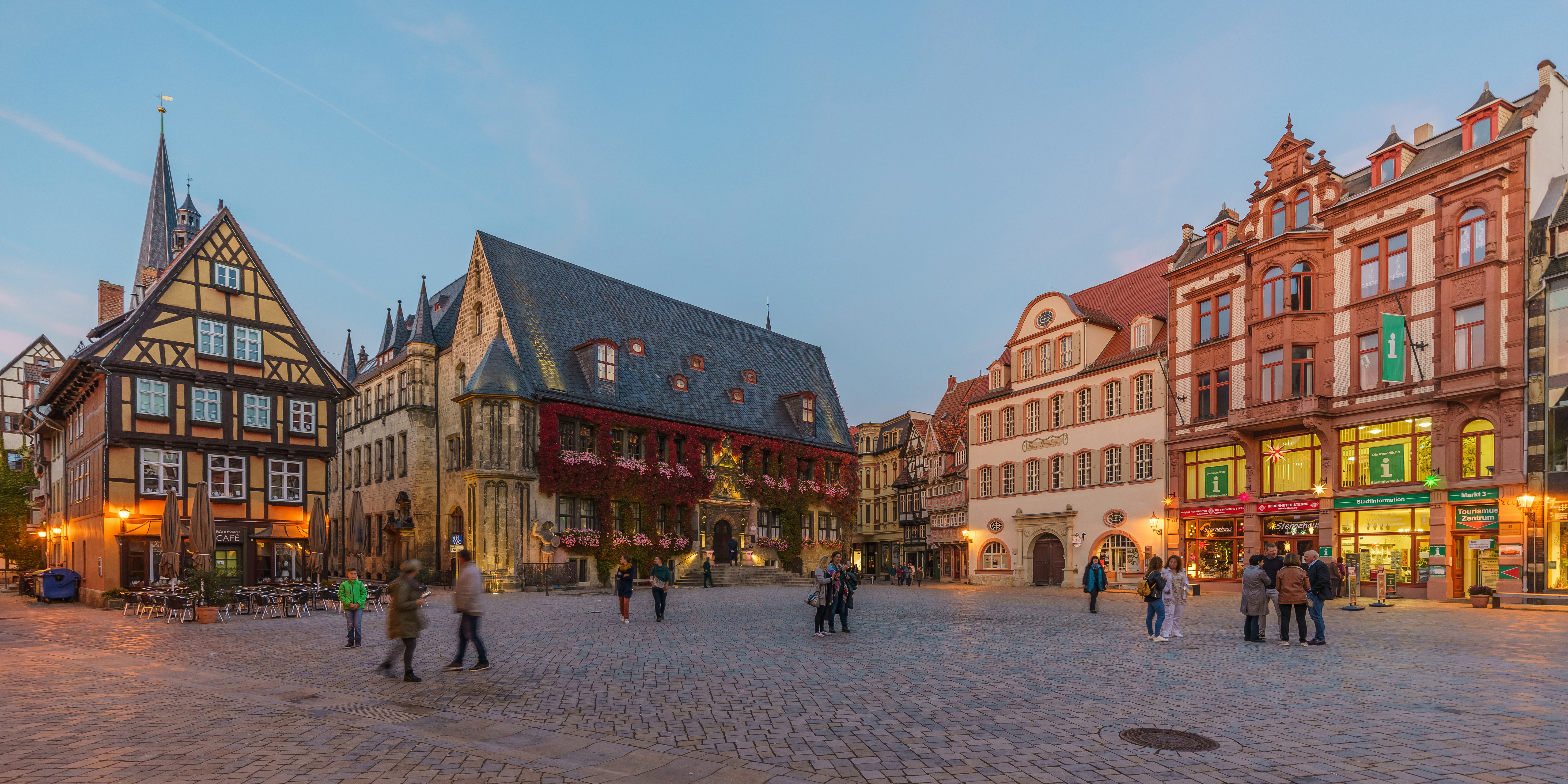
Die Nordseite des Marktplatzes, links das Haus Hoken 1

Es steht westlich des Quedlinburger Rathauses an der Nordseite des Marktplatzes der Stadt und bildet städtebaulich bedeutsam den nordwestlichen Abschluss des Marktes. Die Giebelseite des Hauses ist dabei dem Markt zugewandt. Die westliche Traufseite ist der Marktstraße, die östliche der Straße Hoken zugewandt. Beide Straßen münden am Gebäude in den Markt. Das Gebäude ist Teil des UNESCO-Weltkulturerbes.

## Architektur und Geschichte
Die Gebäude im Hoken gehen auf hier ursprünglich bestehende Buden von Krämern zurück, die dort ihre Waren verkauften. Aus den Buden des 14. Jahrhunderts wurden nach und nach feste und größere Häuser. Das Fachwerkhaus Hoken 1 entstand in der zweiten Hälfte des 16. Jahrhunderts und ist im Quedlinburger Denkmalverzeichnis als Wohnhaus eingetragen. Das Haus wird in der Literatur als Objekt geführt an dem noch verhältnismäßig spät die Zierform der Fächerrosette zur Anwendung kam. Im Erdgeschoss wurde auf der dem Markt zugewandten Seite ein Ladengeschäft eingerichtet, dass heute gastronomisch betrieben wird.